# شاه‌آزادماهی
شاه‌آزادماهی (نام علمی: Trachipterus altivelis) نام یک گونه از تیره روبان‌ماهی است.